# Аманат (партия)

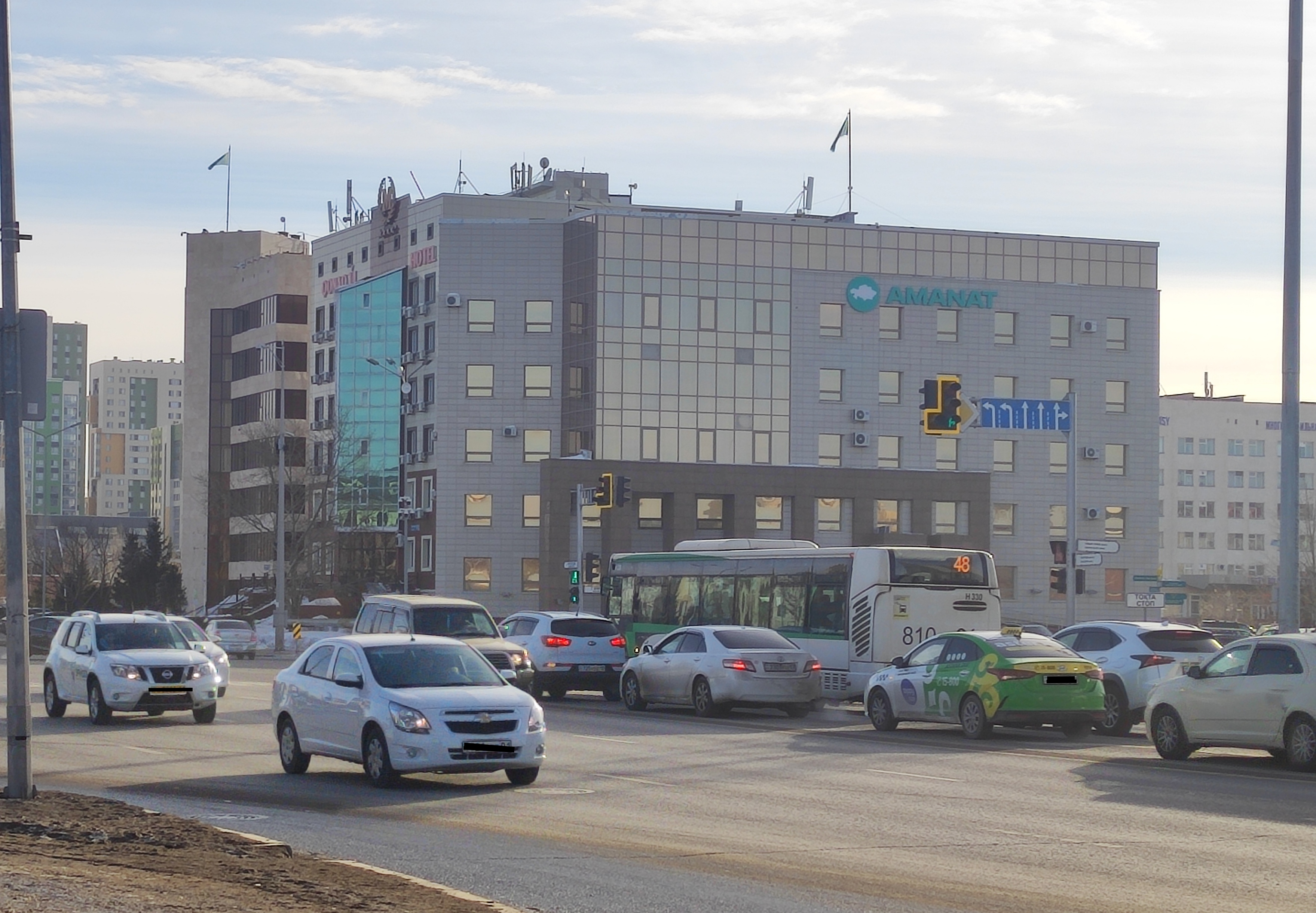
Одна из штаб-квартир партии Аманат в Астане

Партия «Аманат» (каз. «Аманат» / «Amanat» — доверие на хранение; написание названия согласно уставу — партия «AMANAT», каз. «AMANAT» партиясы / «AMANAT» partiasy) — правящая пропрезидентская и крупнейшая политическая партия Казахстана с 29 апреля 1999. Была основана в 1999 году по инициативе первого президента Казахстана Нурсултана Назарбаева как Республиканская политическая партия «Отан» (каз. «Отан» республикалық саяси партиясы, от каз. Отан — отечество). С 2006 года по 2022 год носила название «Нур Отан» (каз. Нұр Отан — сияющее отечество).
Назарбаев являлся председателем партии «Нур Отан» до 28 января 2022 года, когда председателем партии «Нур Отан» стал президент Касым-Жомарт Токаев. В последующем Токаев вышел из партии, чтобы как президент дистанцироваться от всех партий и движений, а её председателем стал спикер мажилиса Ерлан Кошанов.

## Официальные названия
- 1999—2006 годы — Республиканская политическая партия «Отан» (каз. «Отан» Республикалық саяси партиясы).
- 2006—2013 годы — Народно-демократическая партия «Нур Отан» (каз. «Нұр Отан» Халықтық демократиялық партиясы).
- 2013—2019 годы — Партия «Нур Отан» (каз. «Нұр Отан» партиясы).
- 2019—2022 годы — Партия «Nur Otan» (каз. «Nur Otan» партиясы).
- С 2022 года — Партия «AMANAT»[15] (каз. «AMANAT» партиясы).

## История

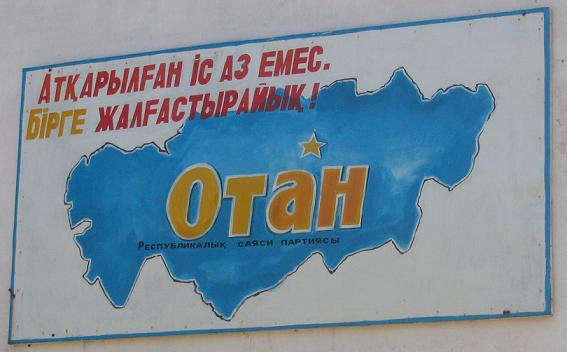
Билборд партии «Отан» в Туркестане

Во время подготовки к президентским выборам 1999 года был создан общественный штаб в поддержку кандидата в президенты Нурсултана Назарбаева. По итогам выборов за него было отдано 81,75 % голосов избирателей. Накануне инаугурации президента 19 января 1999 года на заседании штаба было решено создать на его базе политическую партию, 12 февраля Республиканская политическая партия «Отан» была зарегистрирована. На I съезде 1 марта 1999 года в партию влились Партия народного единства Казахстана, Демократическая партия Казахстана, Либеральное движение Казахстана и движение «За Казахстан-2030». На съезде присутствовало около 400 делегатов от всех регионов страны, делегаты единогласно избрали президента Казахстана Нурсултана Назарбаева первым председателем партии «Отан». В качестве ключевых идеологических установок президент указал центризм, сильную государственность, реформизм, массовость.
10 октября 1999 года партия впервые приняла участие в парламентских выборах и набрала 30,89 % голосов, получив 4 из 10 мандатов, распределяемых по партийным спискам. С учётом одномандатных округов партия получила 27 мест в Мажилисе, также 12 партийцев стали депутатами Сената. Также победа была одержана и на выборах маслихатов. Представители партии составляли депутатское большинство в семи областных маслихатах и в 115 из 198 городских и районных маслихатов. До 2002 года в «Отан» также вошли Партия справедливости, Национальная федерация фермеров, молодёжное движение «За будущее Казахстана», Республиканская партия труда, Народно-кооперативная партия.
В 2003 году на выборах в маслихаты из 3233 избранных депутатов 69,5 % (2240 человек) представляли партию «Отан». Отановцы составили большинство в 14 из 16 областных маслихатов и в 131 из 159 районных маслихатах. На парламентских выборах 2004 года партия завоевала 42 мандата из 77.
9 сентября 2005 года состоялся VIII съезд партии «Отан» с участием лидера партии и главы государства Нурсултана Назарбаева. Впервые партия выдвинула кандидата в президенты — Нурсултана Назарбаева. Съезд также принял решение о создании предвыборного блока «Народная коалиция Казахстана» в поддержку кандидата в президенты Нурсултана Абишевича Назарбаева. В коалицию вошли 6 партий: РПП «Отан», «Асар», Гражданская партия Казахстана, Аграрная партия Казахстана, «Руханият» и Демократическая партия Казахстана, а также более 200 общественных объединений. По итогам выборов за действующего президента свои голоса отдали 91,15 % избирателей.
В 2006 году в состав партии «Отан» вошли Республиканская партия «Асар» (на IX внеочередном съезде партии «Отан» 4 июля 2006 года), Гражданская партия Казахстана и Аграрная партия Казахстана (на X внеочередном съезде 22 декабря 2006 года). На X съезде партия получила новое имя — Народно-демократическая партия «Нур Отан». В 2007 году на парламентских выборах впервые в Казахстане депутаты избирались только по партийным спискам (не считая 9 депутатов, избираемых Ассамблеей народа Казахстана). по официальным результатам, за «Нур Отан» голоса отдали 88,41 % избирателей, что позволило ей получить все 98 мандатов по партийным спискам. В областных маслихатах партия получила 92,61 % мест, в городских — 90,24 %, в районных — 90,78 %.

Центральный офис партии «Нур Отан» в Астане (2012)

3 апреля 2011 года состоялись внеочередные выборы президента, по итогам которым Нурсултан Назарбаев получил 95,55 % голосов.
В 2011 году по инициативе Нурсултана Назарбаева была создана Общенациональная коалиция демократических сил «Казахстан-2020» (позже изменившая название на «Казахстан-2050»). На XV съезде президент отмечал, что «Нур Отан» стал главной силой коалиции и наладил широкий диалог с гражданским обществом. В ОКДС вошли Федерация профсоюзов Казахстана, Гражданский альянс Казахстана, Республиканский совет женщин, Национальная лига потребителей, Национальная палата предпринимателей «Атамекен» и др.
23 ноября 2021 года Назарбаев заявил о будущей отставке с поста лидера партии и о его передаче Токаеву на предстоящем съезде. Его место занял действующий президент Касым-Жомарт Токаев.
1 марта 2022 года спикер мажилиса Парламента Казахстана Ерлан Кошанов предложил переименовать партию «Нур Отан» в партию «Аманат» (в переводе с казахского — «завет предков»). Касым-Жомарт Токаев поддержал это предложение. Само решение о переименовании было утверждено на внеочередном съезде партии.
26 апреля 2022 года Касым-Жомарт Токаев покинул пост председателя партии, передав его Ерлану Кошанову. Произошло объединение с партией Адал.

## Руководство
| Председатели                                        | Первые заместители председателя (2007—2022), исполнительные секретари (с 2022) |
| --------------------------------------------------- | ------------------------------------------------------------------------------ |
| Нурсултан Назарбаев (1 марта 1999 — 28 января 2022) | Бакытжан Жумагулов (июнь 2007 — январь 2008)                                   |
| Нурсултан Назарбаев (1 марта 1999 — 28 января 2022) | Адильбек Джаксыбеков (январь 2008 — октябрь 2008)                              |
| Нурсултан Назарбаев (1 марта 1999 — 28 января 2022) | Дархан Калетаев (октябрь 2008 — ноябрь 2009)                                   |
| Нурсултан Назарбаев (1 марта 1999 — 28 января 2022) | Нурлан Нигматуллин (ноябрь 2009— сентябрь 2012)                                |
| Нурсултан Назарбаев (1 марта 1999 — 28 января 2022) | Бакытжан Сагинтаев (сентябрь 2012 — январь 2013)                               |
| Нурсултан Назарбаев (1 марта 1999 — 28 января 2022) | Бауыржан Байбек (январь 2013 — август 2015)                                    |
| Нурсултан Назарбаев (1 марта 1999 — 28 января 2022) | Аскар Мырзахметов (август 2015 — май 2016)                                     |
| Нурсултан Назарбаев (1 марта 1999 — 28 января 2022) | Мухтар Кул-Мухаммед (май 2016 — январь 2018)                                   |
| Нурсултан Назарбаев (1 марта 1999 — 28 января 2022) | Маулен Ашимбаев (1 февраля 2018 — 29 июня 2019)                                |
| Нурсултан Назарбаев (1 марта 1999 — 28 января 2022) | Бауыржан Байбек (29 июня 2019 — 2 февраля 2022)                                |
| Касым-Жомарт Токаев (28 января — 26 апреля 2022)    | Асхат Оралов (2 февраля 2022 — 4 января 2023)                                  |
| Ерлан Кошанов (с 26 апреля 2022)                    | Асхат Оралов (2 февраля 2022 — 4 января 2023)                                  |
| Елнур Бейсенбаев (4 января 2023 — 17 июля 2023)     |                                                                                |
| Даулет Карибек (с 17 июля 2023)                     |                                                                                |

## Идеология
В принятой в 2013 году доктрине партии сказано, что «Нур Отан» — «доминирующая политическая сила, консолидирующая общество и обеспечивающая реализацию Государственного курса Елбасы». В числе принципов указаны следующие:
- Укрепление независимости Казахстана;
- Формирование сильного среднего класса, выступающего основой устойчивой экономики и общественно-политической стабильности;
- Центризм;
- Человек как главная ценность;
- Верховенство закона и равенство всех перед законом «вне зависимости от статуса и происхождения»;
- Справедливость как равенство возможностей;
- Развитие казахского языка как стратегический приоритет, при сохранении самобытности всех национальностей;
- Укрепление семьи и сохранение традиций;
- В светском государстве вера и религия — это важный источник духовности, морали и толерантности;
- Неприкосновенность частной собственности, диверсификация экономики, энергосбережение, экологически чистые технологии;
- Оказание государственной социальной поддержки только уязвимым слоям населения;
- Борьба с коррупцией;
- Многовекторность внешней политики Казахстана.

## События
- I Объединительный съезд: г. Алма-Ата, 1 марта 1999 года. Делегаты единогласно избрали Нурсултана Назарбаева первым председателем партии.
- II внеочередной съезд: г. Алма-Ата, 18 августа 1999 года.
- III съезд: г. Алма-Ата, 20 апреля 2001 года.
- IV внеочередной съезд: г. Алма-Ата, 9 ноября 2002 года.
- V внеочередной съезд: г. Алма-Ата, 12 июля 2003 года.
- В 2003 году в маслихаты всех уровней избрано 2240 членов партии «Отан», что составило 70 % всего депутатского корпуса.
- VI внеочередной съезд: г. Астана, 12 марта 2004 года[30].
- VII внеочередной съезд: г. Астана, 15 и 18 июня 2004 года[31].
- 19 августа 2005 на выборах в Сенат из 16 свободных мест 10 заняли представители партии «Отан»[32].
- VIII внеочередной съезд: г. Алма-Ата, 9 сентября 2005 года[33].
- IX внеочередной съезд: г. Астана, 4 июля 2006 года — слияние партии «Нур Отан» и «Республиканской партии Асар» (200 тысяч членов) — партия дочери президента Дариги Назарбаевой.
- 22 декабря 2006 года — Гражданская партия Казахстана (ГПК) (150 тыс. членов) — партия крупного казахстанского олигарха Александра Машкевича — присоединилась к партии «Отан».
- Х внеочередной съезд: 22 декабря 2006 года
- 22 декабря 2006 года — Аграрная партия Казахстана (130 тыс. членов) присоединилась к партии «Отан»
- XI внеочередной съезд НДП «Нур Отан» 4 июля 2007 года — «Нур Отан» объявлена общенациональной силой[34]
- В августе 2007 года на выборах в мажилис «Нур Отан» набрал 88,41 % голосов избирателей.
- XII съезд: 15 мая 2009 года
- 13 съезд Народно-демократической партии «Нур Отан» состоялся 11 февраля 2011 года.
- Летом 2011 года состоялся массовый выход бастующих нефтяников из партии «Нур-Отан»[35][36]
- XXI внеочередной съезд: онлайн-режим, 28 января 2022 года. Единогласное избрание председателем партии «Нур Отан» Касым-Жомарта Токаева.
- XXII внеочередной съезд: онлайн-режим, 1 марта 2022 года. Переименование партии «Нур Отан» в Аманат.
- XXIII внеочередной съезд: онлайн-режим, 26 апреля 2022 года. Касым-Жомарт Токаев покидает партию и уходит с поста председателя, Единогласное избрание председателем партии Аманат Ерлана Кошанова[37].

## Международное сотрудничество
Партия поддерживает дружественное сотрудничество с политическими партиями:
- Единая Россия
- Коммунистическая партия Китая
- Партия справедливости и развития Турции
- Партия народного действия Сингапура
- Либерально-демократическая партия Японии
- Христианско-демократический союз Германии
- Консервативная партия Великобритании
- Партия «Республиканцы»
- Народно-демократическая партия Таджикистана
- Новый Азербайджан
- Коммунистическая партия Вьетнама
- Партия «Свободная Корея»
- Объединённая малайская национальная организация
- Монгольская народная партия
- Либерально-демократическая партия Узбекистана
- Партия регионов (2000—2014)

## Участие в выборах

### Парламентские выборы
| Выборы | Кол-во голосов | %     | Мест     | +/- |
| ------ | -------------- | ----- | -------- | --- |
| 2007   | 5 247 720      | 88,41 | 98 из 98 | ▬   |
| 2012   | 5 621 436      | 80,99 | 83 из 98 | ▼15 |
| 2016   | 6 183 757      | 82,20 | 84 из 98 | ▲1  |
| 2021   | 5 148 074      | 71,09 | 76 из 98 | ▼8  |
| 2023   | 3 431 510      | 53,90 | 62 из 98 | ▼14 |

### Президентские выборы
| Выборы | Кол-во голосов | %     | Место | Кандидат партии     |
| ------ | -------------- | ----- | ----- | ------------------- |
| 2005   | 6 147 517      | 91,15 | 1/5   | Нурсултан Назарбаев |
| 2011   | 7 850 958      | 95,55 | 1/4   | Нурсултан Назарбаев |
| 2015   | 8 827 635      | 97,75 | 1/3   | Нурсултан Назарбаев |
| 2019   | 6 539 715      | 70,96 | 1/7   | Касым-Жомарт Токаев |
| 2022   | 6 456 392      | 81,31 | 1/6   | Касым-Жомарт Токаев |